# Kehrwegstadion
Het Kehrwegstadion (Duits: Stadion am Kehrweg) is een voetbalstadion in de Belgische stad Eupen. Het is de thuisbasis van voetbalclub KAS Eupen. Het stadion is eigendom van de stad Eupen, die het ter beschikking stelt van de voetbalclub. Het heeft een capaciteit van 8.363 toeschouwers, verdeeld over vier tribunes. Het stadion is uitgerust met kantines, enkele loges en een restaurant.
Omdat Eupen in het seizoen 2009/2010 promoveerde naar de Jupiler Pro League, moest het stadion drastisch aangepakt worden volgens de KBVB. Ook moest er veldverwarming komen. De start van de renovatie werd vertraagd door klachten van buurtbewoners, maar midden oktober 2010 werden de werken voltooid. Het stadion biedt sindsdien plaats aan 8.363 toeschouwers.
Ten zuiden van het stadion staat het Parlementsgebouw van de Duitstalige Gemeenschap.

## Geschiedenis
Het stadion is eigendom van de stad Eupen en wordt vooral gebruikt door de voetbalploeg. Er kunnen 8.363 toeschouwers plaatsnemen in de vier tribunes en de kantine. Daarin bevinden zich bovenaan de loges in de hoofdtribune en een restaurant. K.A.S. Eupen promoveerde in 2010 naar de Jupiler Pro League. Om in de Pro league te spelen moest het stadion herbouwd worden, om aan de eisen van de profliga te voldoen. Dit alles werd in orde gebracht tegen oktober 2010. De capaciteit werd uitgebreid naar 8.363 plaatsen. Er kwamen schijnwerpers op het veld, alsook veldverwarming. De kosten hiervoor bedroegen ongeveer 5 miljoen euro. In hun eerste match in het vernieuwde stadion behaalde K.A.S. Eupen onmiddellijk een ruime 6-0 zege tegen STVV.